# Магнус (герцог Саксонії)
Магнус (нім. Magnus; нар. бл. 1045 — пом. 23 серпня 1106) — останній з роду Біллунгів. Син Ордульфа, герцога Саксонського та Вульфільди Данської.
Кілька разів був проти імператора Генріха IV.  Намагався онімечити полабських слов'ян, підтримував наверненого до християнства Генріха Вендського. Після його смерті Саксонія перейшла до Лотара Суплінбурзького, який пізніше став імператором Священної Римської імперії.
Молодша дочка Магнуса Ейліка вийшла заміж за графа Балленштедтського Отто і доводиться матір'ю Альбрехту Ведмедю.

## Генеалогія
| Попередник Ордульф |  | Герцог Саксонії 1072—1106 |  | Наступник Лотар II |